# 130 a.C.
Il 130 a.C. (CXXX a.C. in numeri romani) è un anno  del II secolo a.C.

## Eventi
- Lucio Cornelio Lentulo, Marco Perperna diventano consoli della Repubblica romana.
- Ipparco scopre la precessione degli equinozi
- Sames II Theosebes Dikaios succede al padre Tolomeo di Commagene alla guida del Regno di Commagene.

## Nati
- Lucio Apuleio Saturnino, politico romano († 100 a.C.)
- Giulia, romana († 69 a.C.)
- Lucio Cecilio Metello, politico romano († 68 a.C.)
- Meleagro di Gadara, filosofo, scrittore e poeta greco antico

## Morti
- 7 febbraio - Marco Pacuvio, drammaturgo, poeta e pittore romano (n. 220 a.C.)
- Appio Claudio Pulcro, politico e militare romano
- Publio Licinio Crasso Dive Muciano, politico romano
- Menandro I, sovrano indiano
- Tolomeo Menfite, principe egizio (n. 144 a.C.)
- Tolomeo di Commagene, re (n. 210 a.C.)